# Lovöns fornstig

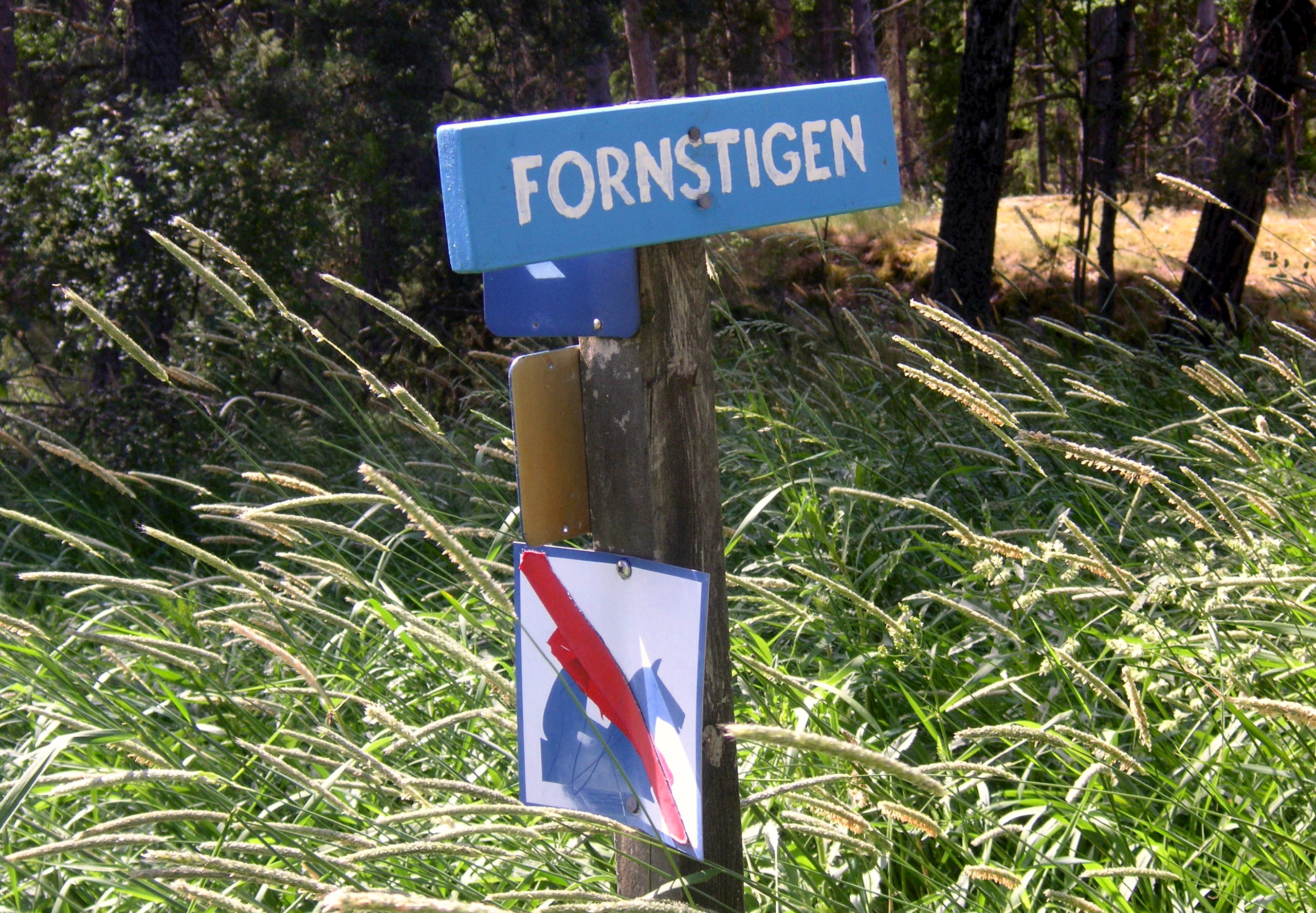
Markering för fornstigen på Lovön.

Lovöns fornstig är en 18 kilometer lång vandringsled på Lovön i Ekerö kommun som anlades i mitten av 1970-talet. Stigen börjar och slutar i Drottningholms slottspark och sammanlänkar ett antal fornlämningar, minnesmärken och intressanta byggnader. Fornstigen har förnyats med nya informationsskyltar uppsatta av Lovö hembygdsförening som återinvigde stigen i maj 2015.

## Historik
I början av 1970-talet tog kyrkoherde Bengt Thure Molander initiativet att låta anlägga en fornstig som skulle göra Lovöns talrika fornlämningar mera kända och tillgängliga för allmänheten. Efter tillstånd från Riksantikvarieämbetet och markägaren Domänverket i mitten av 1970-talet började Lovö hembygdsförening att anlägga vägen. Stigen formgavs av Härje Bäärnman och arkitekten Per Borgström som vid den tiden var bosatt på Drottningholm och var viceordförande i Lovö hembygdsförening. Under våren 2000 utfördes omfattande underhållsarbeten utmed hela sträckan och 2015 tillkom även nya skyltar gestaltade av konstnären Ulf Ragnarsson och layoutaren Ingela Westerberg.

## Beskrivning

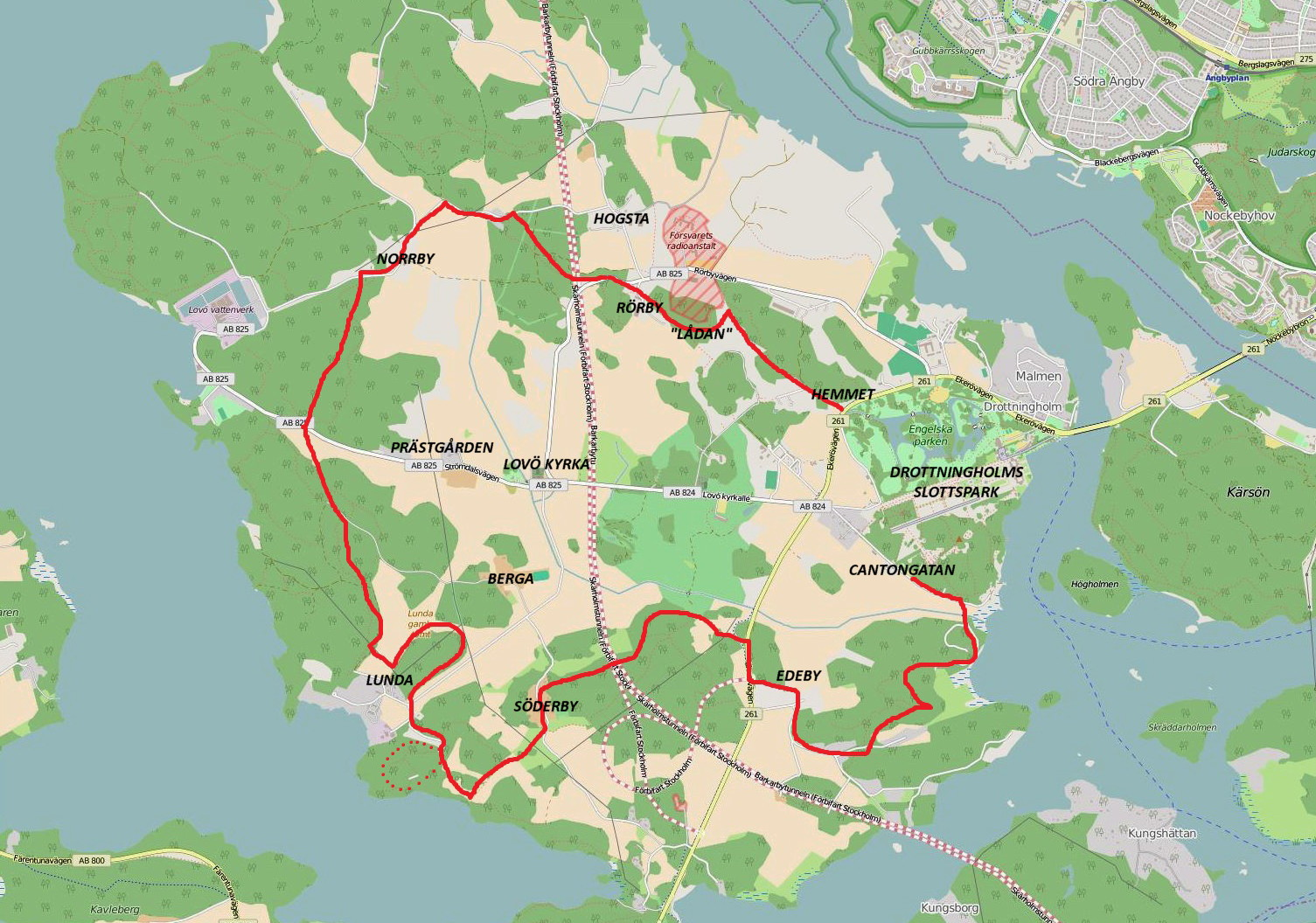
Fornstigen på Lovön.

Fornstigen på Lovön börjar på östra sidan av ön på Cantongatan söder om Kina slott. Vägen är utmärkt med blå markeringar (kvadratiska snedställda plåtbrickor). Vid intressanta platser har Lovö hembygdsförening satt upp informationstavlor. 
Stigen går söderut förbi villa Bredablick, genom Edsdalen och rundar Oskarsborg där den följer en forntida väg förbi hällristningen Upplands runinskrifter 52, ett område som troligen var hamn under vikingatiden. Sedan vänder stigen mot norr och förbi Edeby gård för att därefter korsar Ekerövägen. 
Nästa stationerna är Söderby gård, fornborgen vid Malmviken (RAÄ-nummer Lovö 20:1) och Lunda gård med ett stort antal fornlämningar från stenåldern, bronsåldern och järnåldern. Innan vandraren når Norrby gård passerar man Lovö prästgårds ägor. I fjärran syns Lovö kyrka vars historia går tillbaka till 1100-talet. Efter Norrby passerar stigen förbi Backtorpet som representerar en välbevarad torpmiljö från omkring 1800.
Stigen har nu nått sin nordligaste punkt och svänger mot sydost förbi Hogsta gård och Rörby gård vars mangårdsbyggnad härrör från 1815 medan källaren är troligen från 1500-talet. Strax efter Rörby passerar stigen ett stort gravfält (RAÄ-nummer Lovö 76:1) och sedan en kopia av arkitekt Ralph Erskines första bostad i Sverige, kallad Lådan (originalet stod ursprungligen i Hanvedens skogsområde). 
På sista etappen går stigen mellan Försvarets radioanstalts anläggning och Kungliga Drottningholms golfklubbs artonhålsbana. Fornstigen slutar vid Hemmet, den före detta ståthållarbostaden som tillsammans med Drottningholms slott ingår i Unescos världsarv.

## Bilder (urval)

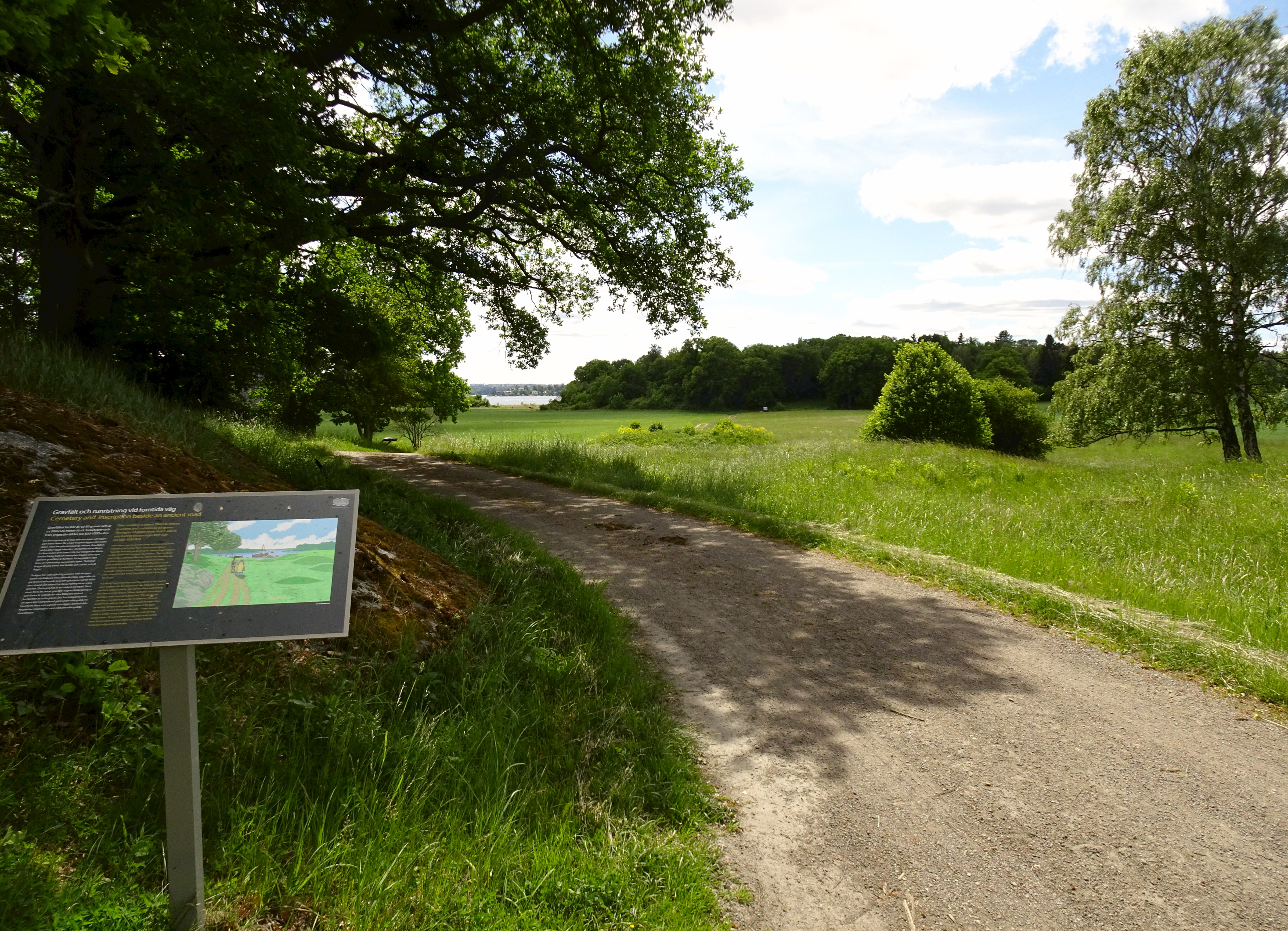
Fornstigen vid Upplands runinskrifter 52 med hembygdsföreningens skylt.
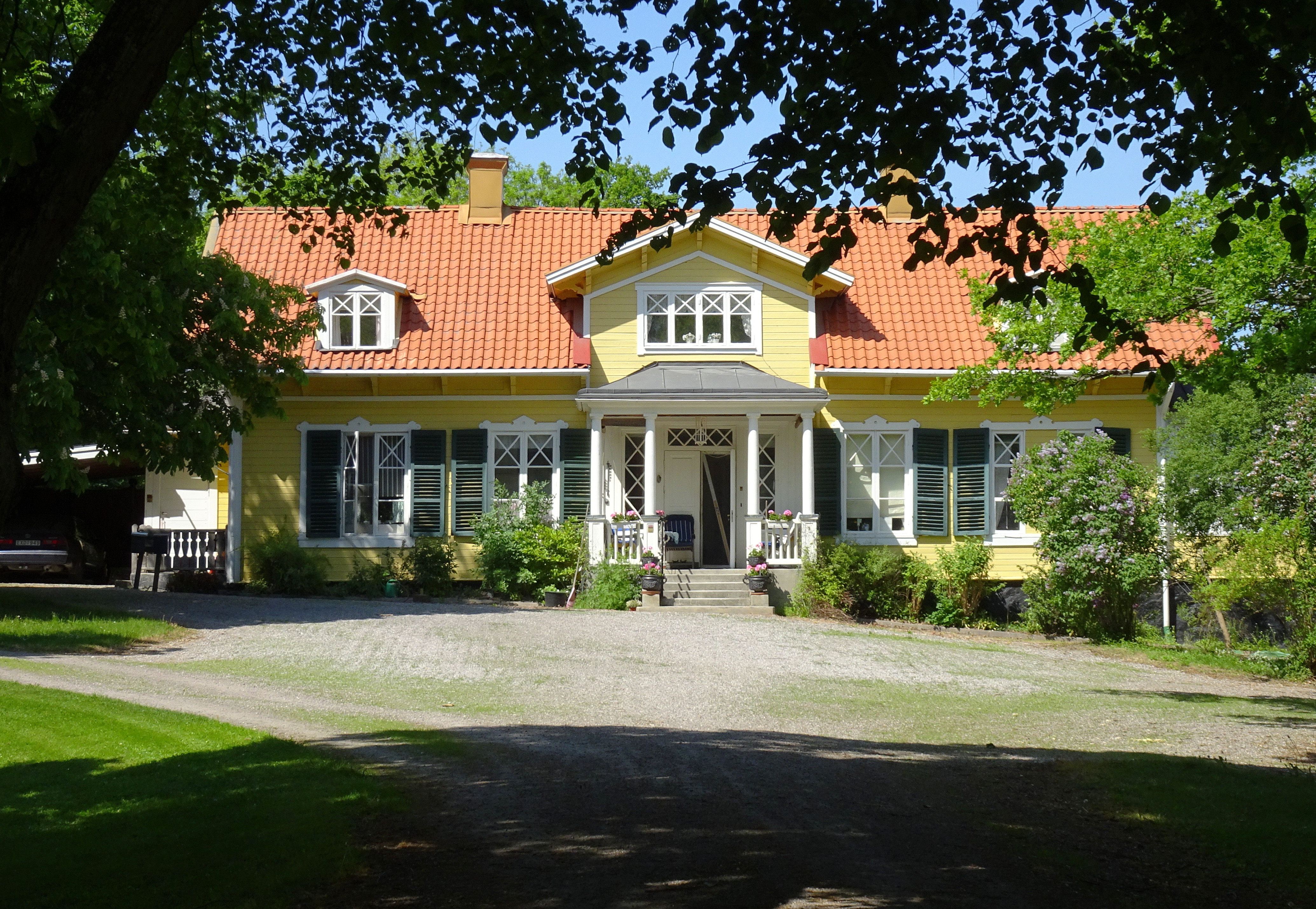
Edeby gård
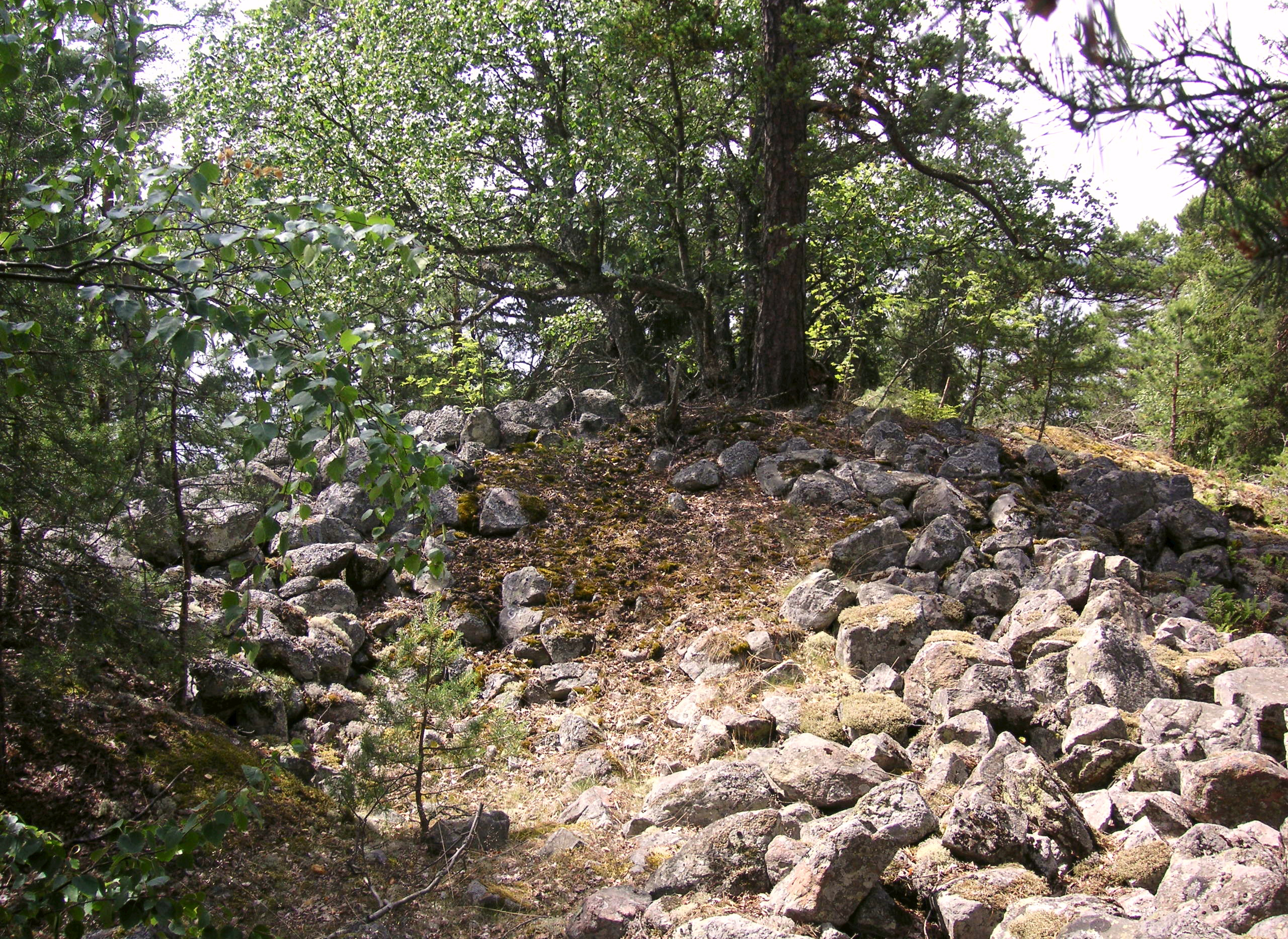
Fornborgen RAÄ-nummer Lovö 20:1
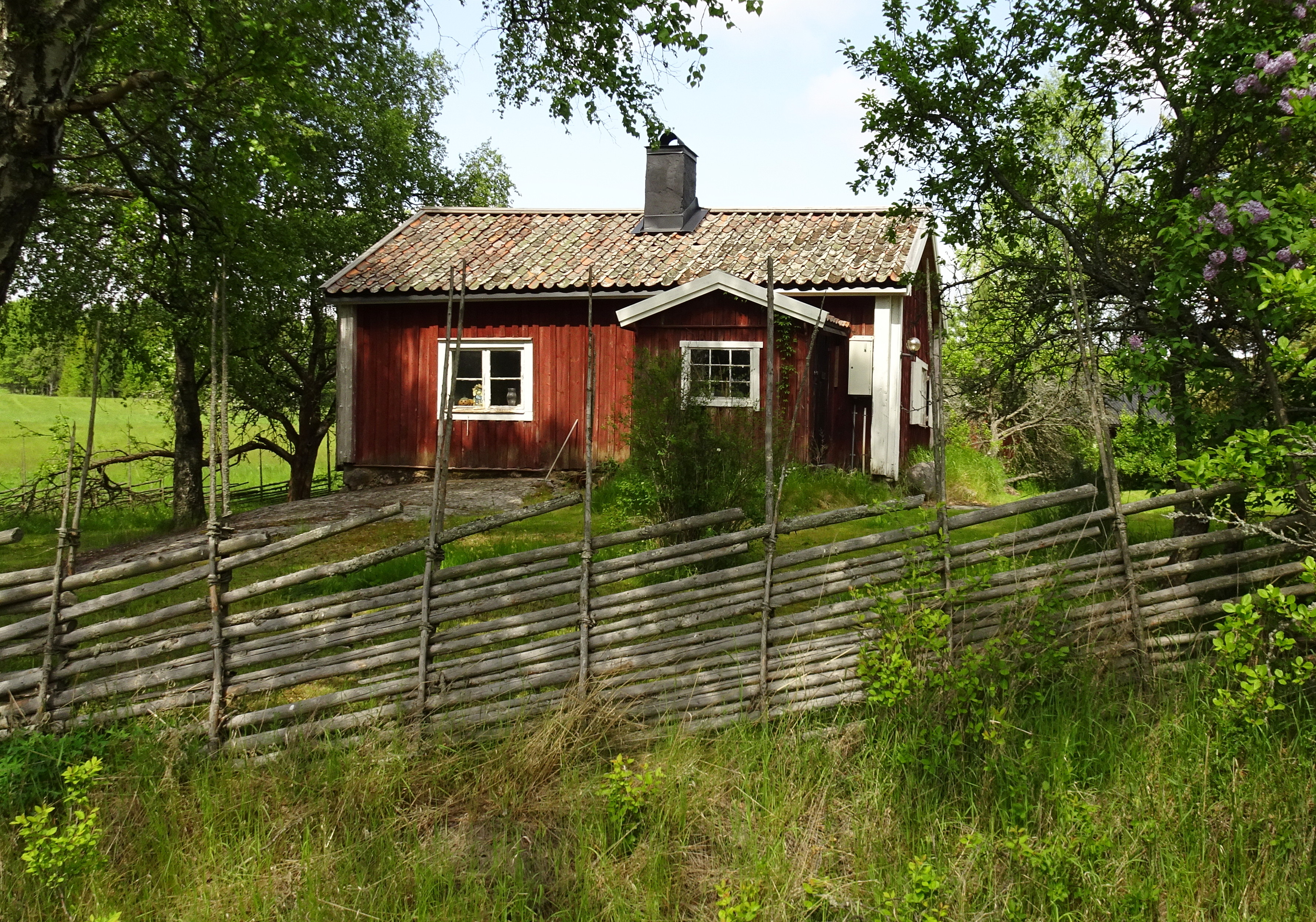
Backtorpet

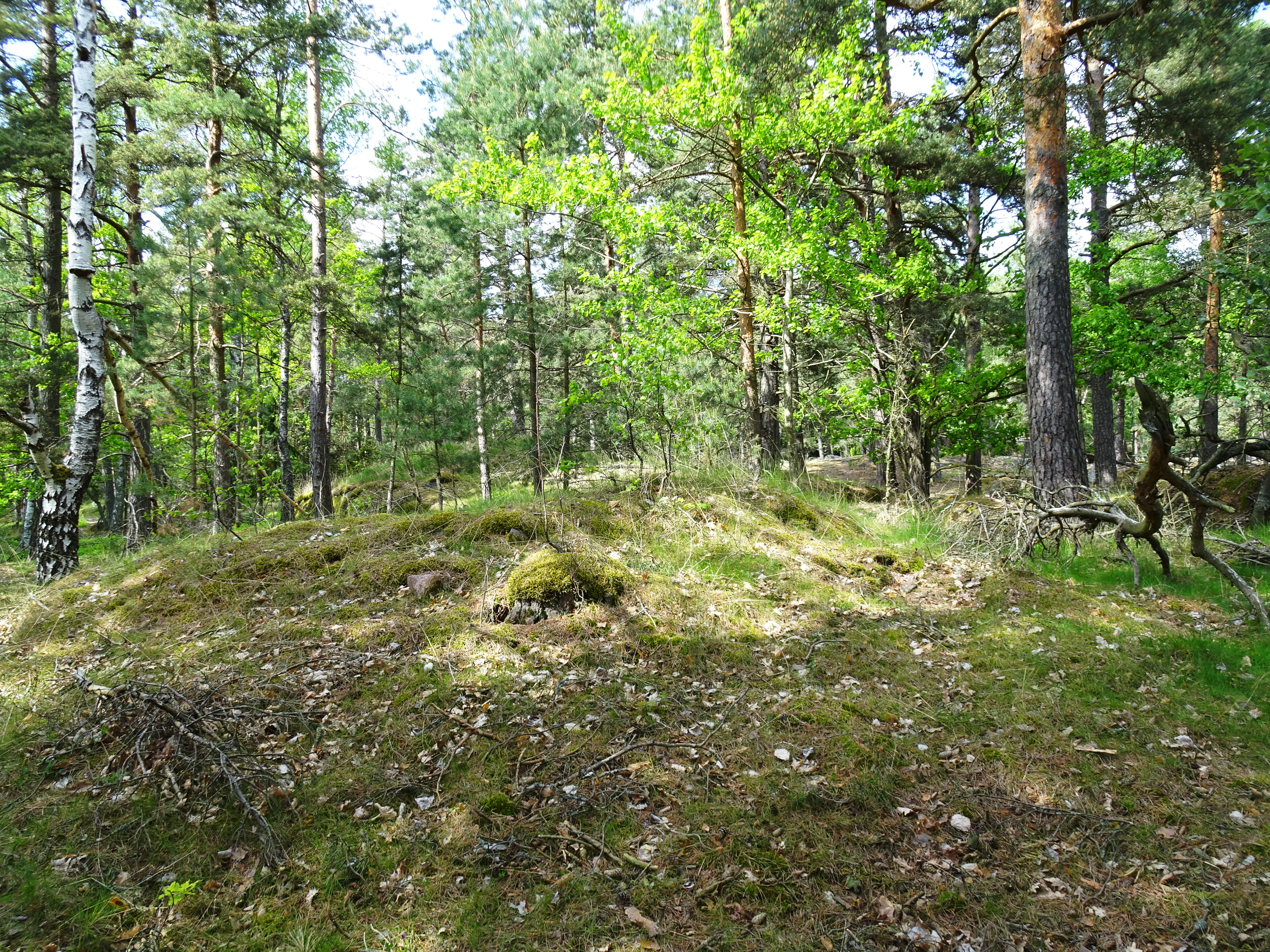
Gravhögar RAÄ-nummer Lovö 76:1
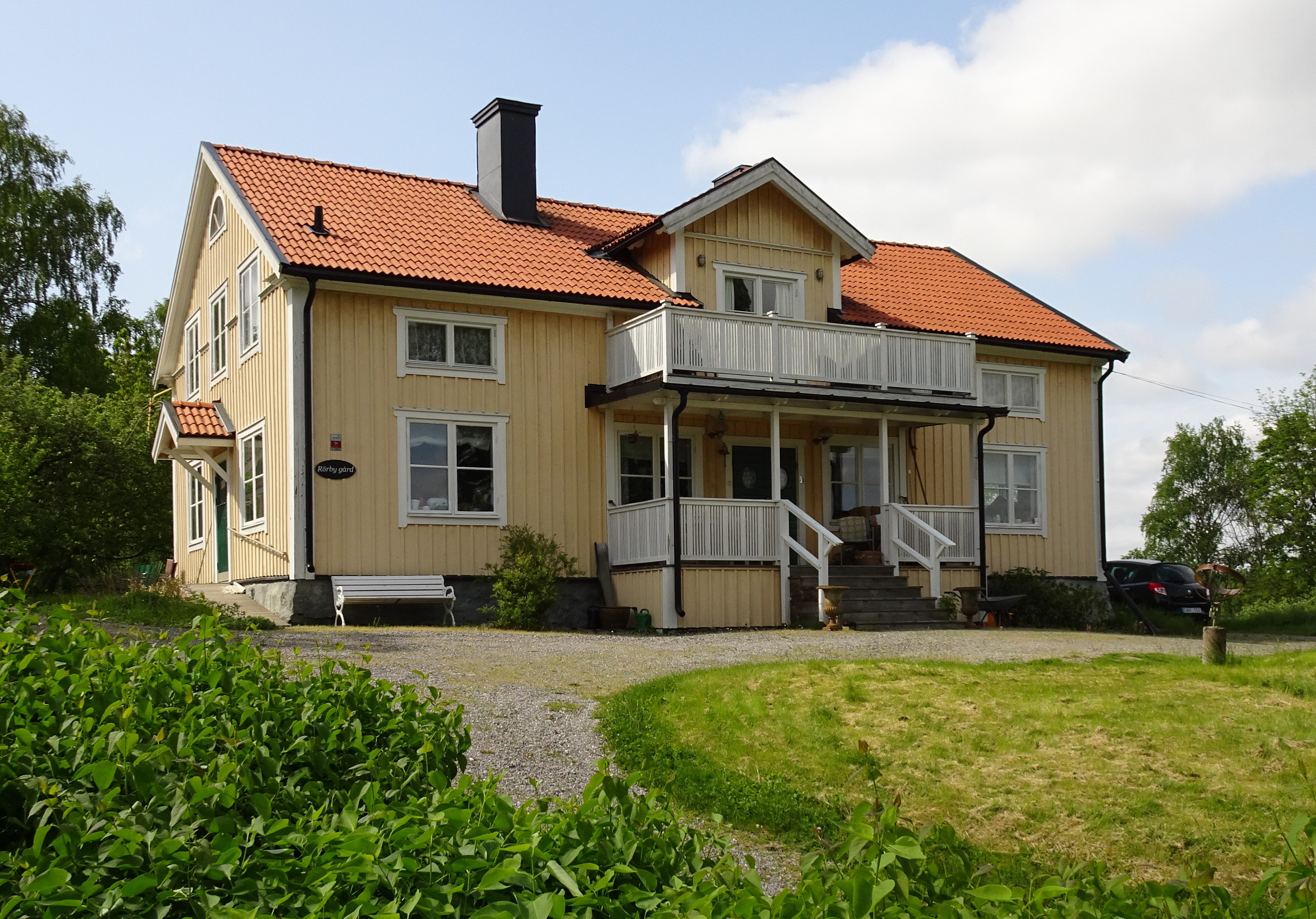
Rörby gård
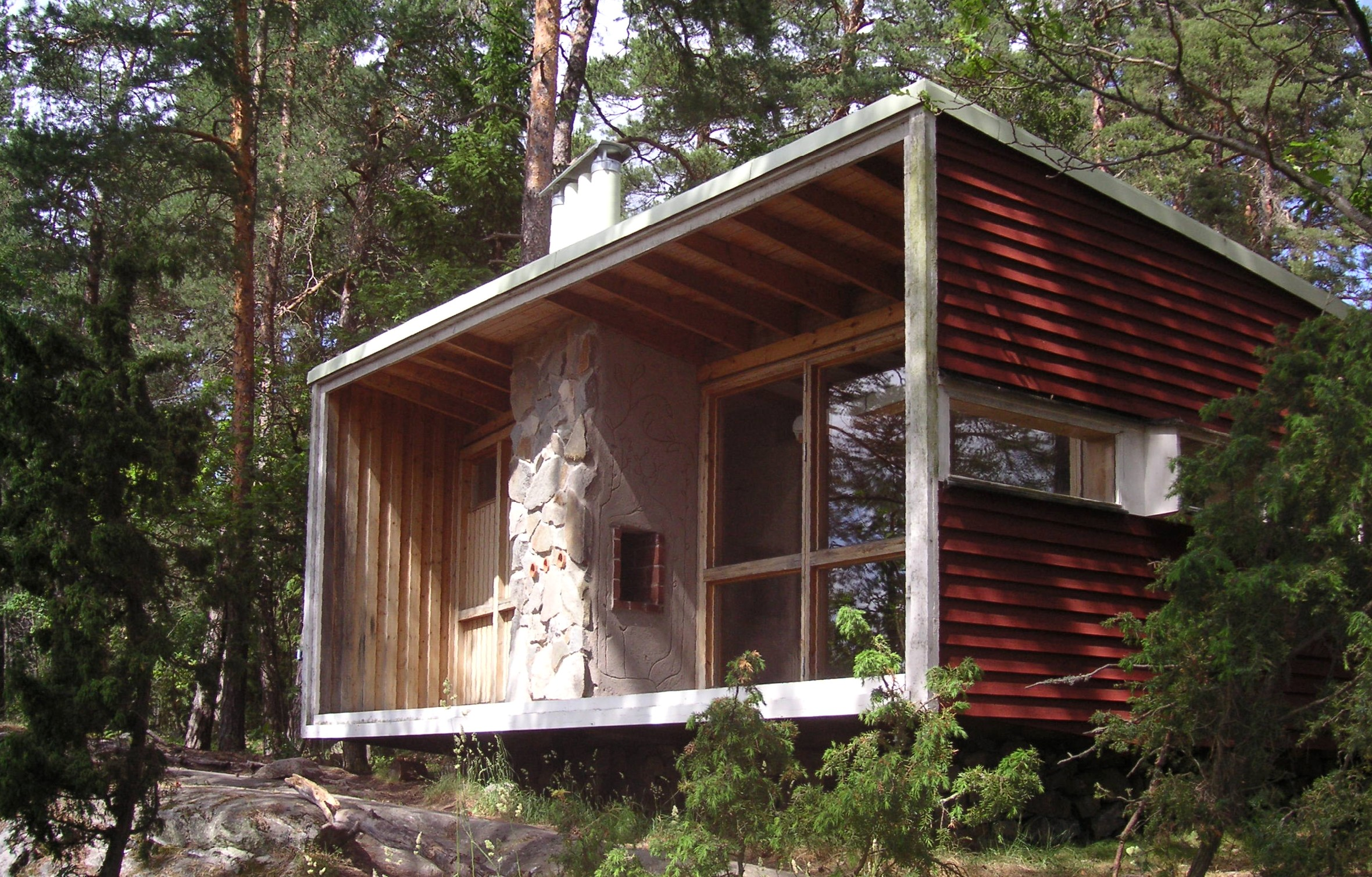
Lådan
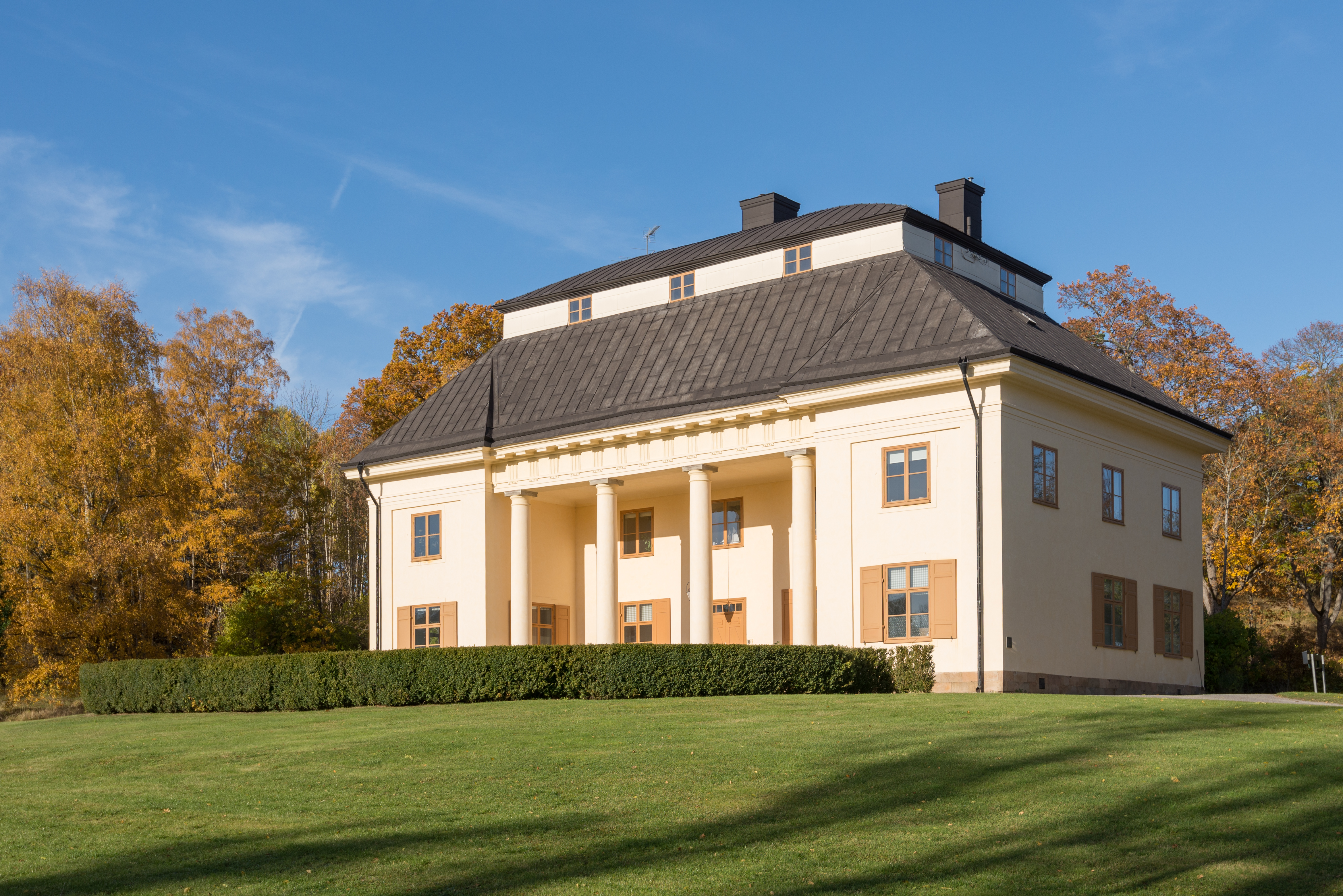
Hemmet